# Heahberht
Heahberht (auch Heaberht, Heaberhtus, Heahbeorht, Heabert) ist ein männlicher Vorname. 

## Herkunft und Bedeutung
Der Name kommt aus dem Angelsächsischen und ist aus den Elementen Heah- (=„hoch, groß, erhaben, herrlich, wichtig, stolz“) und -berht/-beorht (=„glänzend, edel, prächtig“) zusammengesetzt. 

## Namensträger
- Heahberht (Reculver), Abt von Reculver (fl. 748/762)
- Heahberht (Kent), König von Ost-Kent (764–765/785)
- Heahberht (Worcester), Bischof von Worcester (822–845/848)